# Aeolopetra lanyuensis
Aeolopetra lanyuensis är en fjärilsart som beskrevs av Yen 1996. Aeolopetra lanyuensis ingår i släktet Aeolopetra och familjen Crambidae. Inga underarter finns listade i Catalogue of Life.